# Allerey
Allerey là một xã ở tỉnh Côte-d'Or trong vùng Bourgogne, phía đông nước Pháp. Khu vực này có độ cao từ 350-528 mét trên mực nước biển.